# 1005 Arago
1005 Arago è un asteroide della fascia principale del diametro medio di circa 57,82 km. Scoperto nel 1923, presenta un'orbita caratterizzata da un semiasse maggiore pari a 3,1681407 UA e da un'eccentricità di 0,1118299, inclinata di 19,06599° rispetto all'eclittica.
Il suo nome è in onore dell'astronomo francese François Arago.